# DeSoto Fireflite
DeSoto Fireflite – samochód osobowy klasy wyższej (segmentu pełnowymiarowego) produkowany pod amerykańską marką DeSoto w latach 1954–1960, w ramach trzech generacji, od 1955 roku modelowego.
Do czasu rozbudowania oferty nadwoziowej modelu Adventurer w roku 1960 stanowił zwieńczenie drabiny modeli osobowych; w ostatnim roku produkcji spadł do roli tańszego modelu firmy. Napędzały go wyłącznie silniki benzynowe w układzie V8 o pojemności od 4,8 do 6,3 litra; wersje nadwoziowe obejmowały czterodrzwiowy sedan, dwu- i czterodrzwiowy hardtop (o nazwie Sportsman), kabriolet oraz kombi. 

## Pierwsza generacja

### Model 1955
Nowa linia samochodów DeSoto na rok 1955 została zaprezentowana w październiku 1954 roku. Wraz ze zmianą stylistyki nadwozi w nowoczesnym duchu Forward Look, zmieniono także listę oferowanych modeli, wprowadzając nowy najdroższy model Fireflite, który usunął na drugą pozycję Firedome. Nowa sylwetka była niższa, bardziej dynamiczna i pozbawiona wystających na boki błotników tylnych, z mocno wygiętą panoramiczną szybą przednią, a do samochodów DeSoto z poprzednich lat nawiązywała tylko atrapa chłodnicy z siedmioma pionowymi chromowanymi żebrami. 
Konstrukcyjnie oba produkowane modele były jednakowe, lecz Fireflite był lepiej wykończony i różnił się montowanym standardowo mocniejszym silnikiem widlastym ośmiocylindrowym (V8) typu Hemi o pojemności 291 cali sześciennych (4,8 l)  z czterogardzielowym gaźnikiem o mocy 200 KM (silnik ten dostępny był także jako opcja dla modelu Firedome). Standardowo samochód miał trzybiegową mechaniczną skrzynię biegów, a jako opcja dostępny był nadbieg albo automatyczna skrzynia PowerFlite, obsługiwana poprzez dźwignię umocowaną w desce rozdzielczej, a nie na kolumnie kierownicy. Opony miały rozmiar 7,60×15.
Fireflite dostępny był początkowo jako czterodrzwiowy sedan, dwudrzwiowy hardtop Sportsman i dwudrzwiowy kabriolet (ang. convertible). Ozdoby po bokach obejmowały pojedynczą stalową listwę podkreślającą linię nadwozia, albo rozdwajającą się listwę z obszarem środkowym lakierowanym na inny kolor. Wiosną 1955 wprowadzono dodatkowo lepiej wykończoną i lakierowaną na trzy kolory wersję sedana Coronado. 
Nowa sylwetka była zerwaniem z konserwatywnym obrazem marki i została bardzo dobrze odebrana. Wyprodukowano 37 725 Fireflite z rocznika 1955, w tym większość sedanów – 26 637 (ponadto 10 313 hardtopów i tylko 775 kabrioletów). Cena bez wyposażenia dodatkowego wynosiła od 2727 dolarów za sedan do 3151 dolarów za kabriolet. Produkcja modelu Fireflite w pierwszym roku stanowiła blisko 1/3 produkcji oddziału DeSoto (32,67%); był to zarazem najlepszy rok tego modelu.

### Model 1956

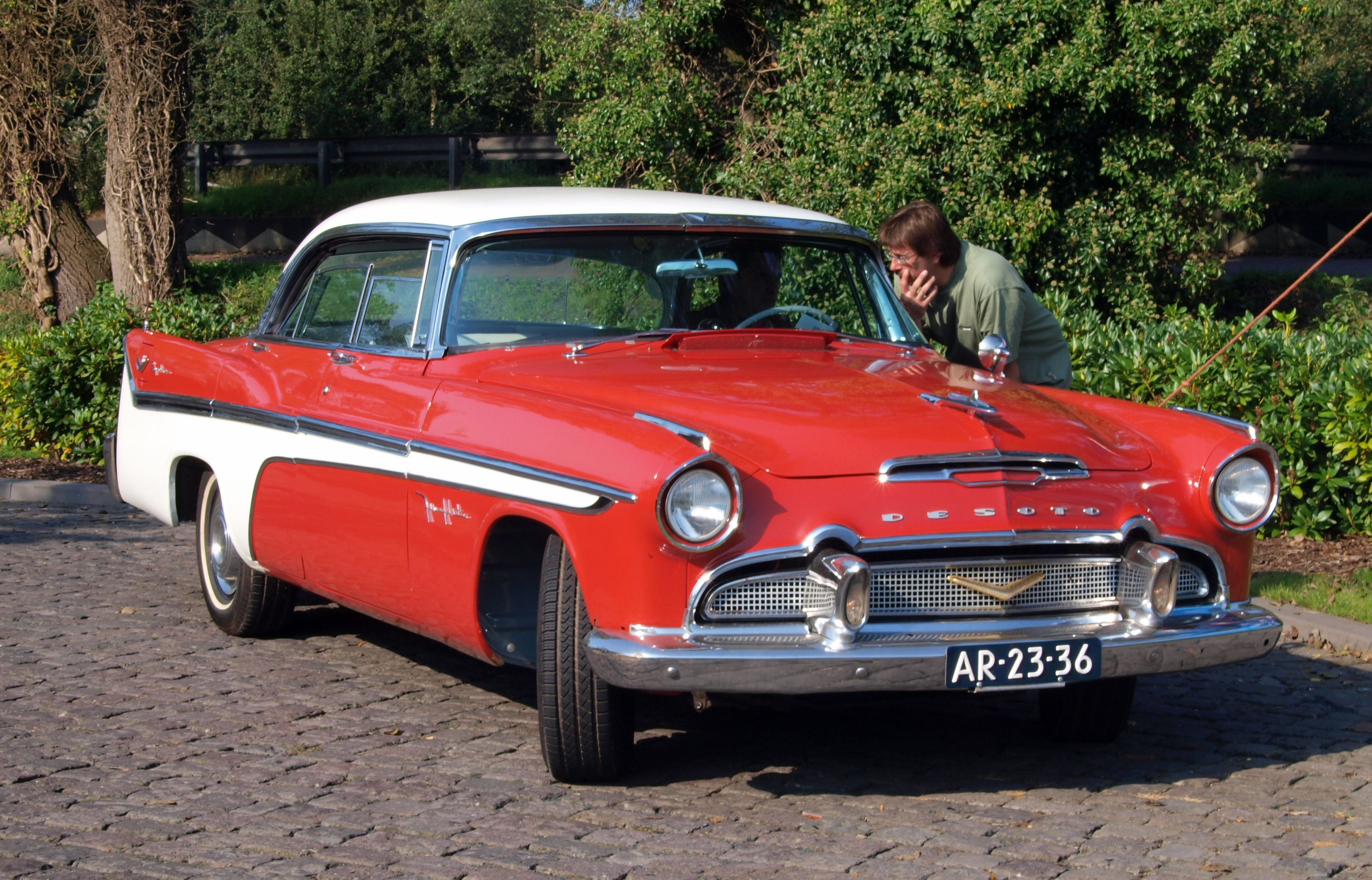
1956 DeSoto Fireflite Sportsman 4-drzwiowy hardtop

W samochodach roku modelowego 1956, produkowanych od października 1955, zmodyfikowano stylistykę. Przede wszystkim zrezygnowano z pionowych żeber atrapy chłodnicy, stosując prostą chromowaną kratkę ze spłaszczonym „V” pośrodku (oznaczającym układ silnika). Zachowano jedynie dwa kły na górze zderzaka, obejmujące w tym roku światła postojowe. Powiększono i lekko podniesiono płetwy na tylnych błotnikach, obecnie ostro zakończone i zwieńczone trzema okrągłymi kloszami świateł zamiast pionowych lamp zespolonych. Zmianie uległ w związku z tym przebieg w tylnej części ozdobnych listew bocznych, rozgraniczających kolory (nieco cieńszych w modelu Firedome). Model Firedome można odróżnić zewnętrznie po chromowanych daszkach nad reflektorami, droższe Fireflite ma je lakierowane pod kolor nadwozia. Wśród nadwozi, wprowadzony został czterodrzwiowy wariant hardtopa Sportsman. 
Pojemność silnika V8 powiększono do 330,4 cali sześciennych (5,4 l) i moc do 255 KM, przy tym silnik w tej wersji, z czterogardzielowym gaźnikiem, był dostępny tylko w modelu Fireflite. Automatyczna skrzynia biegów PowerFlite była już standardowym wyposażeniem, przy czym po raz pierwszy pojawił się system wybierania trybu skrzyni poprzez przyciski na desce rozdzielczej, a nie poprzez dźwignię.
Wyprodukowano 30 521 Fireflite z tego roku modelowego, ponownie większość sedanów (18 207); ceny wahały się od 3119 dolarów za sedan do 3615 za kabriolet. Wśród kabrioletów wyprodukowano limitowaną serię Pacesetter Convertible, jako oficjalnych replik samochodu DeSoto prowadzącego w tym roku wyścig Indianapolis 500. Jako podseria modelu Fireflite, ale w rzeczywistości osobny model, pojawił się po raz pierwszy bardziej sportowy DeSoto Adventurer.

## Druga generacja

### Model 1957
Rok 1957 to druga fala programu stylistycznego Forward Look. DeSoto współdzielił w nowym modelu Fireflite konstrukcję i nadwozie z Chryslerem. Nadwozie wciąż zabudowane było na ramie, lecz było obniżone w stosunku do poprzedniej generacji. Wyróżnikiem nowej stylistyki była bardziej spłaszczona maska, opadająca łagodnie z przodu między błotnikami, których górna linia była pozioma. Na przedłużeniu błotników  osadzone były w ostrych wycięciach reflektory, przy czym od połowy roku wprowadzono możliwość instalacji dwóch par reflektorów w miejsce jednej (początkowo nie we wszystkich stanach USA prawo dopuszczało dwie pary reflektorów). Całkowicie zmieniony został styl atrapy przedniej, na całą szerokość przodu, z dwuczęściowym grubym chromowanym zderzakiem. Dolna część zderzaka obejmowała od dołu i po bokach kratę atrapy, a górna, w formie spłaszczonego owalu z podłużnym wycięciem pośrodku, umieszczona była pośrodku atrapy i obejmowała wkomponowane w zewnętrzne części światła postojowe/kierunkowskazy. Znacznie powiększono tylne płetwy, wznoszące się do góry, ze skośną tylną krawędzią, na której zachowano wprowadzony w poprzednim roku system trzech oddzielnych okrągłych kloszy lamp tylnych.  Na bokach tylnych płetw umieszczono stylizowany metalowy napis Fireflite, a w hardtopach na bokach przednich błotników za kołami umieszczano też napis Sportsman. W centrum kierownicy montowany był elektryczny zegar.
Oprócz dotychczasowej gamy nadwozi (czterodrzwiowy sedan, cztero- i dwudrzwiowy hardtop Sportsman i kabriolet), model Fireflite dostępny był teraz także jako sześcio- lub dziewięcioosobowe kombi (Station Wagon), określane w nazwie odpowiednio dodatkiem Shopper i Explorer. W wersji Explorer trzeci rząd siedzeń był skierowany do tyłu. Oferowano wyłącznie 341-calowy (5,6 l) silnik V8 Hemi, z czterogardzielowym gaźnikiem, o mocy 295 KM, niedostępny dla tańszych serii DeSoto. Dwubiegową skrzynię automatyczną PowerFlite zastąpiła trzybiegowa TorqueFlite, również z przyciskowym wybieraniem zakresów. Nowością było także niezależne zawieszenie przednie (nazwa reklamowa Torsion-Aire) skonstruowane w oparciu o drążki skrętne, dzięki czemu samochody koncernu Chryslera prowadziło się stabilniej niż konkurencja. Opony miały rozmiar 8,50×14.
Samochody modelu 1957 roku produkowano od października 1956. Wyprodukowano ich 28 430 (21,27% ogólnej produkcji DeSoto). Najliczniejszym modelem nadal był sedan (11 565), lecz po raz pierwszy popularniejsze stały się nadwozia hardtop (7217 dwudrzwiowych i 6726 czterodrzwiowych). Oba modele kombi znalazły niecałe dwa tysiące nabywców (837 Shopper i 934 Explorer). Cena bazowej wersji wynosiła od 3487 dolarów za sedan do 4124 dolarów za kombi Explorer (średnia cen wynosiła 3795 dolarów). Modele samochodów koncernu Chryslera z 1957 roku uważane były za najnowocześniej stylizowane na amerykańskim rynku w tym roku, jednak ujawniono w nich następnie problemy z jakością, w tym szybkie rdzewienie i pękające drążki skrętne, co wywołało złą sławę dla wszystkich marek koncernu Chryslera.

### Model 1958

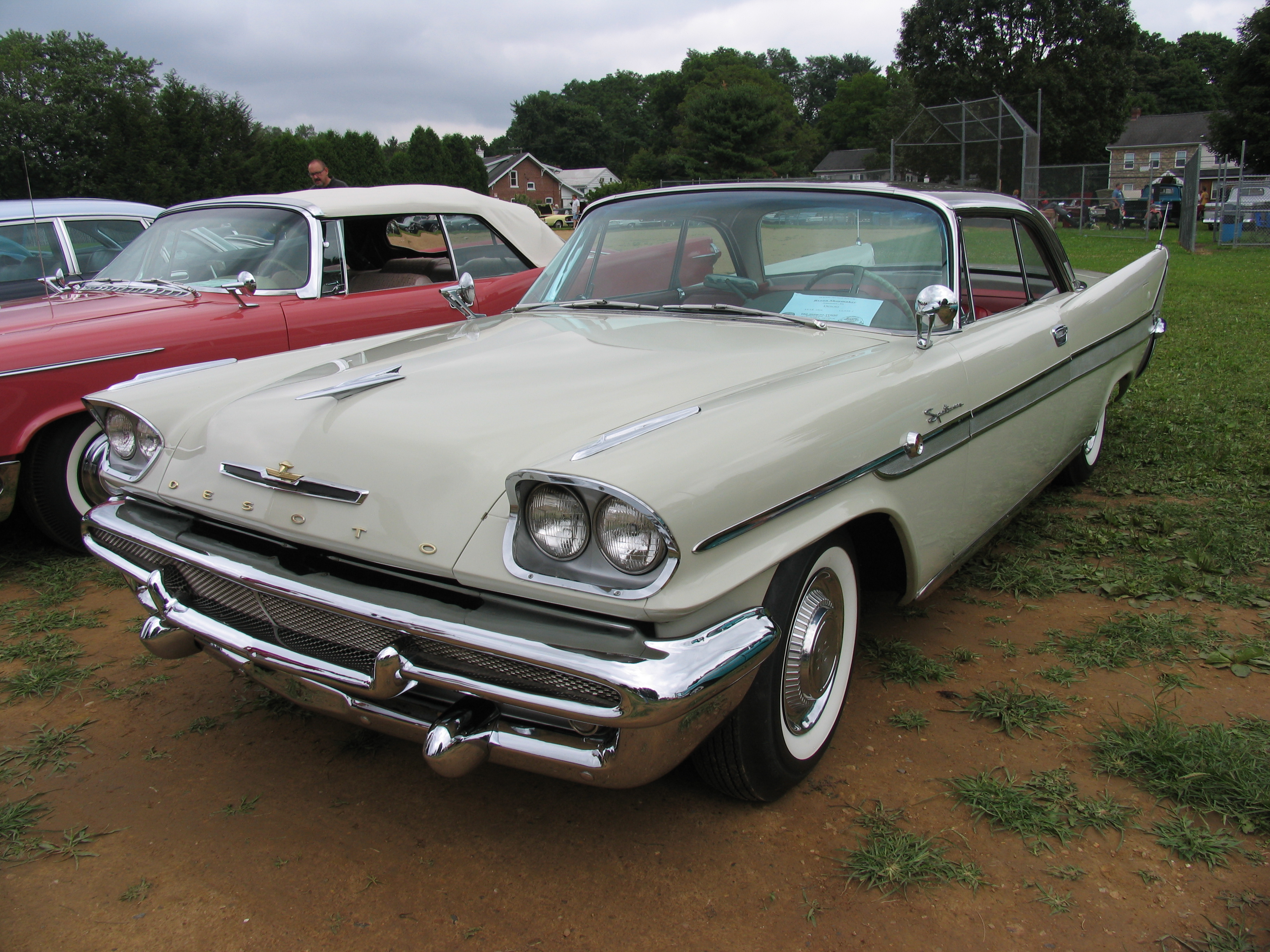
1958 DeSoto Fireflite Sportsman Hardtop

Rok 1958 przyniósł pierwszą powojenną recesję i spadki sprzedaży, zwłaszcza w obliczu problemów z jakością samochodów koncernu Chryslera z poprzedniego rocznika. Nowe modele na ten rok zaprezentowano w listopadzie 1957. Dzięki ujednoliceniu zapisów prawnych, dwie pary reflektorów stały się legalne w całych Stanach i wszystkie modele DeSoto mają je jako wyposażenie standardowe. Zmiany stylistyczne są drobne, głównie w kształcie grilla i całkowicie innym przebiegu rozdwojonych listew ozdobnych na boku nadwozia – obszar innego koloru dochodził teraz do górnego końca tylnych płetw. Górny zderzak został wyraźniej rozszczepiony i jego dolna poprzeczka została obniżona w środkowej sekcji; wypełnienie tworzyła chromowana siatka.
Silnik V8 Hemi zamieniono na jednostkę Dodge D-500 z klinowatymi komorami spalania (jak w droższych wersjach samochodów Dodge) o pojemności 361 cali sześciennych (5,9 l), o mocy 305 KM, z czterogardzielowym gaźnikiem, niedostępny w tańszych modelach. 
Gama nadwozi pozostała taka sama. Ceny wynosiły od 3583 dolarów za sedan do 4172 dolarów za kombi Explorer (średnia cen 3861 dolarów). Wyprodukowano ich 12 120 (24,51% produkcji marki), w tym 4192 sedany, 3284 dwudrzwiowych i 3243 czterodrzwiowych hardtopów.

### Model 1959

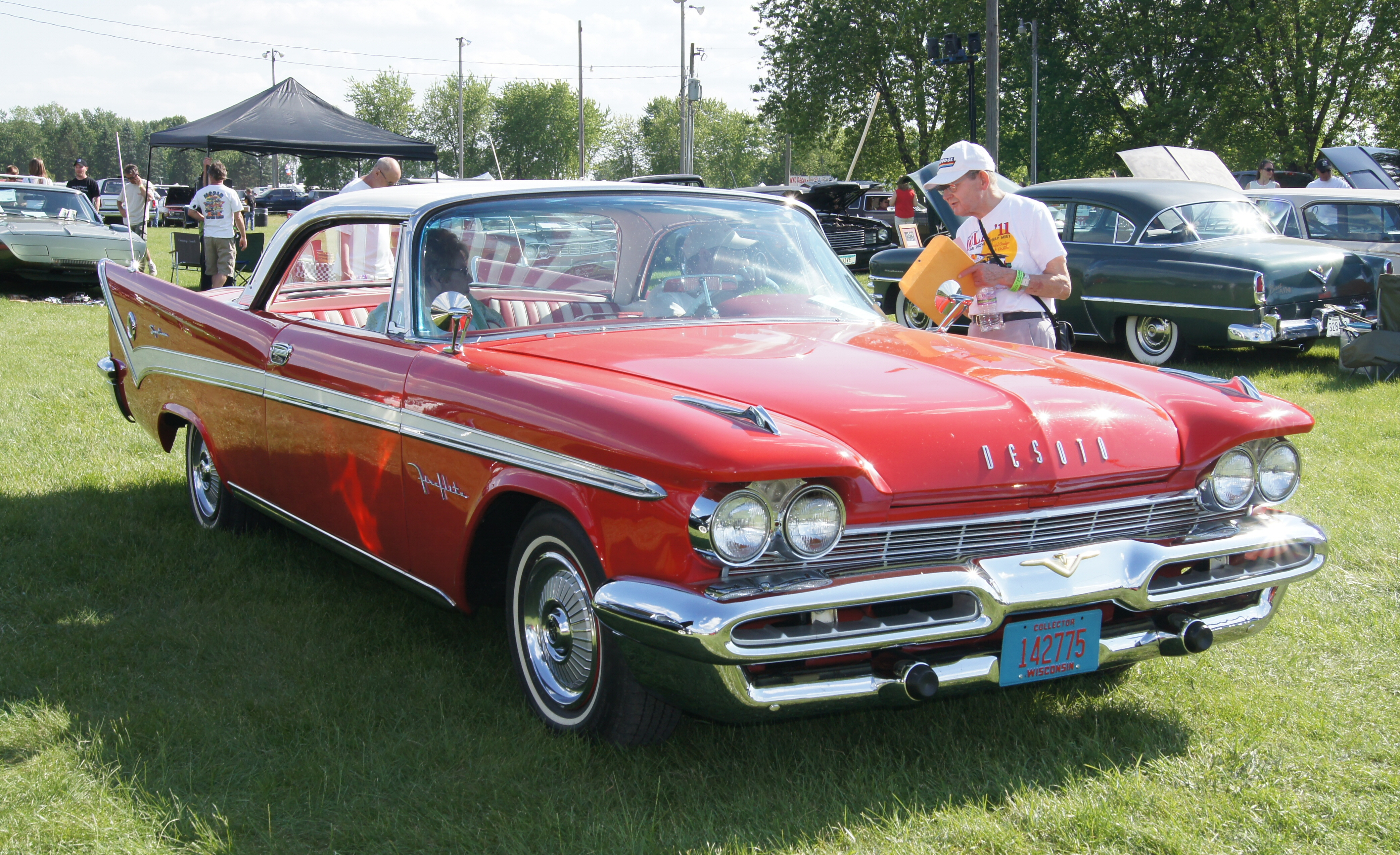
1959 Fireflite Sportsman hardtop 2-d

W roku 1959 marka DeSoto zaczęła przeżywać trudności, a udział w rynku spadł poniżej 1%, co spowodowało działania w koncernie Chryslera w celu zmniejszenia kosztów produkcji. Fireflite nadal oparty był na tegorocznych modelach Chryslera i stał się bardziej do nich podobny, odróżniając się głównie atrapą i zderzakami. Na ten rok wprowadzono dalej idące zmiany stylistyki; przód stał się nowocześniejszy i bardziej masywny. Błotniki tworzyły masywne „kaptury” nad podwójnymi reflektorami, pomiędzy którymi maska była w niewielkim stopniu obniżona. Zmieniła się forma zderzaka, który w swojej górnej części miał teraz dwie szczeliny, po obu stronach od części centralnej, niosącej znak firmowy. Zmieniła się również forma tylnych płetw i umieszczonych na ich końcach potrójnych kloszy świateł, oraz ozdobnych listew bocznych. Zmieniono także wnętrze i tablicę przyrządów.
Nowym znakiem rozpoznawczym Fireflite stał się medalion umieszczony przy załamaniu listew ozdobnych na tylnym błotniku, nie stosowany w tańszych modelach DeSoto. Metalowy napis Fireflite został przeniesiony na boki przednich błotników poniżej listew, a dodatkowo w hardtopach umieszczano napis Sportsman ponad tylnymi kołami. Na liście wyposażenia opcjonalnego pojawiły się oddzielne fotele kierowcy i pasażera, obracające się w stronę wsiadającego po otwarciu drzwi (Swivel Seats). W zawieszeniu tylnej osi wprowadzono miechy ze sprężonym gazem, polepszające stabilność jazdy. Pojemność standardowego silnika Turboflash z czterogardzielowym gaźnikiem wynosiła 383 cale sześcienne (6,3 l), moc 325 KM. Jako opcja za 108 dolarów dostępny był silnik modelu Adventurer z dwoma gaźnikami o mocy 350 KM.
Samochody tego modelu produkowano od października 1958. Gama nadwozi pozostała jak w poprzednim roku. Przestrzeń bagażowa w kombi po złożeniu siedzeń wynosiła  w tym roku 95 stóp sześciennych (2,69 m³). Ceny wynosiły od 3763 dolarów za sedan do 4358 dolarów za kombi Explorer. Wyprodukowano tylko 9127 samochodów (19,96% produkcji marki), w tym prawie połowę – 4480 sedanów.

## Trzecia generacja (1960)
Wobec zarzucenia tańszych modeli Firesweep i Firedome, Fireflite w ostatnim 1960 roku produkcji stał się bazową, tańszą wersją DeSoto, a w roli droższego modelu zastąpił go Adventurer. Wraz z poszerzonym o pełną gamę nadwozi Adventurerem, rocznik ten stanowił schyłek marki. Podobieństwo z Chryslerem Windsor było bardzo widoczne, różnice z przodu ograniczały się do atrapy chłodnicy o podobnym kształcie zbliżonym do trapezowego, lecz dodatkowo z wąskimi pasami ze światłami postojowymi zachodzącymi pod podwójne reflektory. Drobną różnicę stanowiła też forma zespolonych lamp tylnych na końcach płetw, nawiązujących kształtem do potrójnych kloszy poprzednich modeli. Deska rozdzielcza natomiast została oddzielnie zaprojektowana. 
W związku z obniżeniem rangi modelu, Fireflite otrzymał mniejszy silnik TurboFlash o pojemności 361 cali sześciennych (5,9 l) z dwugardzielowym gaźnikiem, co pociągnęło spadek mocy do poziomu 295 KM z roku 1957. Silniki o pojemności 383 cali sześciennych i mocy 305 KM Adventurer lub 325 KM Adventurer Mark I (z dwu- lub czterogardzielowym gaźnikiem) były dostępne za dopłatą. Jedynie jako opcja występowała również automatyczna skrzynia biegów, a standardowa była 3-biegowa manualna. Plusem było wprowadzenie w tym roku nadwozia samonośnego, pozwalającego na redukcję masy pojazdu przy zwiększeniu sztywności konstrukcji. Opony były rozmiaru 8,00×14.
Gamę nadwozi w ostatnim roku stanowiły tylko: czterodrzwiowy sedan (cena podstawowa 3017 dolarów), dwudrzwiowy hardtop (3102 dolary) oraz czterodrzwiowy hardtop (3167 dolarów). Zrezygnowano w tym roku z wyróżniających nazw hardtopów. Zrezygnowano również z ozdobnych nazw modelu na bokach nadwozia (które zachował na tylnych płetwach model Adventurer). Produkowano je od października 1959 roku i wyprodukowano łącznie 14 484 sztuki (55,53% produkcji marki), w tym większość sedanów (9032).
Na 1961 rok modelowy – ostatni rok istnienia marki, zaprezentowano w październiku 1960 DeSoto przestylizowane w sposób analogiczny do Chryslera, z podwójnymi ukośnie rozmieszczonymi reflektorami. Cenowo stanowiły kontynuację linii Fireflite (3102–3166 dolarów), lecz były już sprzedawane bez nazw modelowych, jako DeSoto 2-Door Hardtop i 4-Door Hardtop (wyprodukowano ich tylko 3034).